# Jelena Ovčinnikovová
Jelena Ovčinnikovová (rusky: Елена Овчинникова; * 29. června 1965 Selenginsk) je bývalá americká reprezentantka ve sportovním lezení ruského původu. Mistryně Evropy v lezení na rychlost. V lezení na obtížnost získala bronz na mistrovství světa a v celkovém hodnocení světového poháru, ten také vyhrála jako první žena v kombinaci. Tři medaile získala na Rock Masteru v Arcu.
Začínala jako gymnastka a basketbalistka, s lezením začala ve 22 letech, věnovala se také lyžování a stolnímu tenisu. Světových závodů se účastnil také její manžel Jevgenij Ovčinnikov, dvojnásobný vítěz Rock Masteru.

## Výkony a ocenění
Se svým mužem patří mezi jediné tři ruské lezce mezi hvězdami světového lezení, o kterých napsal Heinz Zak ve své knize Rock Stars z roku 1995.
- 1993: první vítězka světového poháru v celkovém hodnocení kombinace disciplín
- osm nominací na prestižní mezinárodní závody Rock Master v italském Arcu, tři medaile

### Závodní výsledky
| Arco Rock Master | Arco Rock Master | Arco Rock Master | Arco Rock Master | Arco Rock Master | Arco Rock Master | Arco Rock Master | Arco Rock Master | Arco Rock Master |
| Rok              | 1993             | 1994             | 1995             | 1996             | 1997             | 1998             | 2000             | 2001             |
| ---------------- | ---------------- | ---------------- | ---------------- | ---------------- | ---------------- | ---------------- | ---------------- | ---------------- |
| Obtížnost        | 4                | 2                | 7                | 11               | 3                | 2-3              | 5                | 4-5              |

| Obtížnost | 3 |

| Světový pohár | Světový pohár | Světový pohár | Světový pohár | Světový pohár | Světový pohár | Světový pohár | Světový pohár | Světový pohár | Světový pohár | Světový pohár |
| Rok           | 1992          | 1993          | 1994          | 1995          | 1996          | 1997          | 1998          | 1999          | 2000          | 2001          |
| ------------- | ------------- | ------------- | ------------- | ------------- | ------------- | ------------- | ------------- | ------------- | ------------- | ------------- |
| Obtížnost     |               | 3             |               |               |               |               |               |               |               |               |
| jednotlivě*   |               |               |               |               |               |               |               |               |               |               |
|               |               |               |               |               |               |               |               |               |               |               |
| Rychlost      |               |               |               |               |               |               |               |               |               |               |
| jednotlivě*   |               |               |               |               |               |               |               |               |               |               |
| Kombinace     |               | 1             |               |               |               |               |               |               |               |               |

* poznámka: nalevo jsou poslední závody v roce
| Mistrovství Evropy | Mistrovství Evropy |
| Rok                | 1992               |
| ------------------ | ------------------ |
| Rychlost           | 1                  |